# Tîhîi, Velîkîi Bereznîi
Tîhîi (în ucraineană Тихий) este localitatea de reședință a comunei Tîhîi din raionul Velîkîi Bereznîi, regiunea Transcarpatia, Ucraina.

## Demografie
Componența lingvistică a localității Tîhîi
     Ucraineană (99,8%)
     Alte limbi (0,2%)
Conform recensământului din 2001, majoritatea populației localității Tîhîi era vorbitoare de ucraineană (99,8%), existând în minoritate și vorbitori de alte limbi.